# Антонов, Сергей Анатольевич
Серге́й Анато́льевич Анто́нов (25 сентября 1914, Москва — 21 января 2000, там же) — слесарь Московского электромеханического завода имени Владимира Ильича, министерства электротехнической промышленности СССР. Член ЦК КПСС в 1966—1971 годах. Герой Социалистического Труда (1966).

## Биография
Сергей Антонов родился 25 сентября 1914 года в Москве в семье рабочего. После школы поступил в ремесленное училище при московском электромеханическом заводе имени Владимира Ильича. В 1931 году окончил училище, получив специальность слесаря-инструментальщика.
В 1929—1932 годах работал слесарем Московского завода имени Серго Орджоникидзе. В 1932—1936 годах — слесарь Московского электромеханического завода имени Владимира Ильича. В 1936—1938 годах служил в Красной Армии. В 1938—1941 годах — слесарь Московского электромеханического завода имени Владимира Ильича. Принимал участие в стахановском движении. Применив на станке определённые приспособления добился того, что в некоторые дни выполнял план на 1000 %.
В 1941 году вместе с заводом был эвакуирован на Кузбасс в город Киселёвск, где до 1945 года работал слесарем. Завод перешёл на выпуск военной продукции. Сергей Антонов занимался изготовлением деталей для реактивных миномётов. За ударный и самоотверженный труд в 1945 году был награжден орденом Красной Звезды.
В 1945 году вернулся в Москву, где продолжил работу на заводе имени Владимира Ильича. В 1946—1949 годах работал слесарем Московского завода № 48 «Молния» Первого Главного управления при Совете Министров СССР. В 1948 году вступил в КПСС. С 1949 года — слесарь Московского электромеханического завода имени Владимира Ильича.
Неоднократно становился победителем социалистических соревнований. Автор более 200 рационализаторских предложений, касающихся процесса изготовления деталей электродвигателей.
Указом Президиума Верховного Совета СССР от 8 августа 1966 за выдающиеся заслуги в выполнении заданий семилетнего плана и достижение высоких показателей в работе Антонову Сергею Анатольевичу присвоено звание Героя Социалистического Труда с вручением ордена Ленина и золотой медали «Серп и Молот».
Избирался делегатом XXII, XXIII и XXIV съездов КПСС, членом ЦК КПСС, членом МГК КПСС пяти созывов.
Выйдя на пенсию, некоторое время работал мастером-наставником Московского профессионально-технического училища № 51 (ныне – в составе технического пожарно-спасательного колледжа № 57 города Москвы).
Жил в Москве. Умер 21 января 2000 года. Похоронен на Николо-Архангельском кладбище.

## Награды и звания
- Герой Социалистического Труда (8.08.1966)[1]
- орден Ленина (8.08.1966)[1]
- орден Красной Звезды (16.09.1945)[1]
- медали

## Сочинения
- Горжусь званием рабочего. — Москва : Моск. рабочий, 1967. — 84 с.
- Эстафета поколений (Записки рабочего). — Москва : Моск. рабочий, 1970. — 192 с.
- Свет не в окне [Рассказывает Герой Соц. Труда, слесарь-инструментальщик з-да им. Владимира Ильича]; [Лит. запись Г. Сомова]. — Москва : Политиздат, 1977. — 255 с.